# Opiniones judías sobre el pecado
El judaísmo considera pecado la violación de cualquiera de los 613 mandamientos. El judaísmo enseña que pecar forma parte de la vida, ya que no existe un ser humano perfecto y todo el mundo tiene inclinación a hacer el mal "desde la juventud", aunque las personas nacen sin pecado. El pecado tiene muchas clasificaciones y grados. Durante la época del Templo, los tribunales judíos castigaban ciertos pecados con diversas formas de castigo dependiendo del pecado exacto, como se describe en la Torá. Estos castigos variaban desde una de las cuatro formas de ejecución (lapidación, quema por plomo derretido en la boca, decapitación por la espada y estrangulamiento) hasta latigazos, multas y todo lo demás. Tras la destrucción del segundo Templo y del Sanedrín, los castigos físicos dejaron de aplicarse debido a la necesidad del Sanedrín para su ejecución.
Los pecados involuntarios se consideran pecados menos graves. Los pecados cometidos por falta de conocimiento no se consideran pecados.
Los pecados entre personas se consideran mucho más graves en el judaísmo que los pecados entre el hombre y Dios. Yom Kippur, el día más sagrado de arrepentimiento en el judaísmo, puede expiar los pecados entre el hombre y Dios, pero no los pecados entre el hombre y su prójimo; es decir, hasta que haya recibido el perdón de su amigo. Eleazar ben Azariah derivó [esto del versículo]: "De todos tus pecados ante Dios serás purificado" (Libro del Levítico, 16:30) - para los pecados entre el hombre y Dios Yom Kippur expía, pero para los pecados entre el hombre y su prójimo Yom Kippur no expía hasta que éste apacigua a su prójimo.
Cuando aún existía el Templo en Jerusalén, la gente ofrecía korbanot (sacrificios) por sus fechorías. El aspecto expiatorio de los korbanot está cuidadosamente circunscrito. En su mayor parte, los korbanot sólo expían pecados involuntarios cometidos como resultado de olvidos o errores humanos. No se necesita expiación para las violaciones cometidas bajo coacción o por falta de conocimiento, y en su mayor parte, los korbanot no pueden expiar el pecado malicioso y deliberado. Además, los korbanot no tienen efecto expiatorio a menos que la persona que hace la ofrenda se arrepienta sinceramente de sus acciones antes de hacer la ofrenda, y restituya a cualquier persona o personas perjudicadas por la violación.
Los completamente justos, es decir, los que están limpios de pecado, disfrutan de esta vida y de la vida del más allá. La persona normal sufre en este mundo para expiar sus pecados, dejando que disfrute de su recompensa celestial completa; si su arrepentimiento y expiación no son completos en este mundo, su sufrimiento continuará en el de los gehinnom inferiores, y una vez que sus pecados estén completamente expiados, se unen a los justos en el cielo. Los completamente malvados, que se han transformado en pura maldad sin oportunidad de arrepentirse, son considerados bestias salvajes muertas; cuando mueren, van al nivel más bajo del otro mundo, donde se hacen inexistentes. No pueden corregir sus pecados ni en este mundo ni en el otro, y no se arrepienten, ni siquiera a las "puertas del infierno", por así decirlo. Por tanto, este mundo puede parecer injusto, donde los justos sufren, mientras que los malvados prosperan. Muchos grandes pensadores han contemplado esto, pero la justicia de Dios es larga, precisa y justa.

## Tanaj
La primera mención del pecado como sustantivo es un zoomorfismo, con el pecado (hattath) agazapado a la puerta de Caín. La primera mención como verbo es Abimelec a quien se le impide pecar (khata) contra Dios en un sueño. De hecho, todo el Tanaj está lleno de referencias a pecados cometidos por personas líderes, lo que enseña que nadie es perfecto, que todo el mundo se somete a pruebas y que la gente debe esforzarse por aprender de sus propios errores.
Las personas tienen la capacidad de dominar esta inclinación (4:7) y elegir el bien sobre el mal (conciencia) (37:27). El judaísmo utiliza el término "pecado" para incluir violaciones de la ley judía que no son necesariamente una falta de moralidad. Según la Enciclopedia Judía "El hombre es responsable del pecado porque está dotado de libre albedrío ("behirah"); sin embargo, es frágil por naturaleza, y la tendencia de la mente es al mal: "Porque la imaginación del corazón del hombre es mala desde su juventud" (Gén. VIII. 21; Yoma 20a; Sanh. 105a). Por eso Dios, en Su misericordia, permitió que la gente se arrepintiera y fuera perdonada". El judaísmo sostiene que todas las personas pecan en distintos momentos de su vida y que Dios atempera la justicia con la misericordia.

## Terminología
El hebreo tiene otras palabras para designar el pecado, además de hata, cada una con su significado específico. La palabra pesha, o "transgresión", significa un pecado cometido por rebeldía. La palabra aveira significa "transgresión". Y la palabra avone, o "iniquidad", significa un pecado cometido por falta moral. La palabra más comúnmente traducida simplemente como "pecado", hata, significa literalmente "extraviarse". Así como la ley judía, halakha, proporciona la "manera" (o camino) adecuada de vivir, el pecado implica desviarse de ese camino.
El judaísmo enseña que los seres humanos nacen con libre albedrío y moralmente neutrales, con un yetzer hatov (literalmente, "la inclinación al bien", en algunos puntos de vista, una tendencia hacia la bondad, en otros, una tendencia a tener una vida productiva y una tendencia a preocuparse por los demás) y un yetzer hara (literalmente, "la inclinación al mal", en algunos puntos de vista, una tendencia hacia el mal, y en otros, una tendencia hacia el comportamiento bajo o animal y una tendencia a ser egoísta). El yetzer hara en algunas formas de judaísmo significa que Satanás es meramente un modismo o parábola, en lugar del ángel caído del cristianismo tradicional.

## En la literatura rabínica
Obadiah ben Ya'aqob Siforno sugiere que el versículo sobre un líder comienza con el término "cuando", que implica que cometer un pecado es inevitable porque las personas poderosas y ricas -los líderes- son propensas a pecar. Este versículo de la Torá concluye con las palabras "se da cuenta de su culpa" (Levítico 4:22) porque es esencial que las personas poderosas reconozcan y sientan remordimiento por su pecado, no sea que vuelvan a pecar.

## Transgresión
La palabra hebrea genérica para cualquier tipo de pecado es avera (literalmente: transgresión). Basándose en versículos de la Biblia hebrea, el judaísmo describe tres niveles de pecado. Hay tres categorías de personas que cometen un avera. La primera es alguien que hace un avera intencionadamente, o "B'mezid". Esta es la categoría más grave. La segunda es la de quien comete un avera por accidente. Esto se llama "B'shogeg", y aunque la persona sigue siendo responsable de su acción, se considera menos grave. La tercera categoría es alguien que es un "tinok shenishba", una persona que fue criada en un ambiente asimilado o no judío, y no es consciente de las leyes judías apropiadas, o halajá. Esta persona no es responsable de sus actos.
- Pesha (pecado deliberado; en hebreo moderno: crimen) o Mered (lit.: rebelión) - Un pecado intencional; una acción cometida en desafío deliberado a Dios; (Concordancia de Strong :H6588 (פשע pesha', peh'shah).  Según Strong proviene de la raíz (:H6586); rebelión, transgresión, trasgresión.
- Avon (lit.: iniquidad) - Este es un pecado de lujuria o emoción incontrolable. Es un pecado hecho a sabiendas, pero no hecho para desafiar a Dios; (Concordancia de Strong :H5771 (avon, aw-vone). Según Strong proviene de la raíz (:H5753); significa perversidad, mal moral:-falta, iniquidad, travesura.
- Cheit - Esto es un pecado, crimen o falta no intencional. (Concordancia de Strong :H2399  (חַטָּא chate). Según Strong proviene de la raíz khaw-taw (:H2398, H2403) que significa "errar, equivocarse del blanco (hablando de un arquero), pecar, tropezar."

## Estados
El judaísmo sostiene que ningún ser humano es perfecto y que todas las personas han pecado muchas veces. El Talmud dice: "Todo el mundo es responsable de ser tan grande como Moisés", pero luego la Torá nos dice en Deuteronomio 34:10 que "Nadie será nunca tan grande como Moisés". Con ello se aclara que Moisés realizó su propio potencial personal, por lo que también se espera que nosotros realicemos el nuestro. Cada persona nace con un conjunto único de talentos y herramientas. Algunos son ricos, otros pobres. Algunos son altos y otros bajos. Una persona sabe cantar, otra escribir, etc. Pero estas cualidades no son las que determinan tu grandeza. Más bien, es la forma en que te enfrentas a tus circunstancias particulares. Por eso el judaísmo dice: No es importante dónde estás en la escalera, sino cuántos peldaños has subido. El concepto crucial es el esfuerzo.

Se cuenta la historia de Zusha de Hanipo, el gran maestro jasídico, que yacía llorando en su lecho de muerte. Sus alumnos le preguntaron: "Rebe, ¿por qué estás tan triste? Después de todas las mitzvot y buenas acciones que has hecho, ¡seguro que obtendrás una gran recompensa en el cielo!".

"¡Tengo miedo!" dijo Zusha. "Porque cuando llegue al cielo, sé que Dios no me va a preguntar '¿Por qué no fuiste más como Moisés?' o '¿Por qué no fuiste más como el rey David?'. Pero tengo miedo de que Dios me pregunte 'Zusha, ¿por qué no fuiste más como Zusha? ¿Y entonces qué voy a decir?"

Joseph Hertz dijo que el pecado no es un poder maligno cuyas cadenas los hijos de la carne deben arrastrar impotentes hacia una tumba cansada. Siempre podemos sacudirnos su yugo; y lo que es más, nunca necesitamos asumir su yugo. Una antigua fábula nos habla de océanos lejanos con rocas magnéticas montañosas de un poder tan terrible que cualquier barco que se aventurara cerca de ellas naufragaría y se arruinaría. Al instante, los clavos de hierro saldrían volando de la nave, los pernos y las sujeciones serían arrancados por esa fuerza magnética, la nave se convertiría en nada más que tantos tablones de madera, y todos a bordo caerían presa de las aguas hambrientas. Hay pecados que, del mismo modo, desgarran todos nuestros frenos de carácter, nos despojan de las restricciones de los hábitos y la educación del pasado, y nos dejan indefensos en las olas de la tentación y la pasión. Sin embargo, un hombre es el piloto de la barca de su vida, y puede en todo momento dirigirla de modo que nunca se acerque a esas montañas de destrucción, oscuridad y muerte.
Según la opinión de Rabeinu Tam en el Talmud de Babilonia (tratado Rosh HaShaná 17b), Dios tiene trece atributos de misericordia:
1. Dios es misericordioso antes de que alguien peque, aunque Dios sabe que una persona es capaz de pecar.
2. Dios es misericordioso con el pecador incluso después de que la persona haya pecado.
3. Dios representa el poder de ser misericordioso incluso en ámbitos que un ser humano no esperaría ni merecería.
4. Dios es compasivo y alivia el castigo de los culpables.
5. Dios es misericordioso incluso con los que no lo merecen.
6. Dios es lento para la ira.
7. Dios es abundante en bondad.
8. Dios es el Dios de la verdad, por lo que podemos contar con sus promesas de perdonar a los pecadores arrepentidos.
9. Dios garantiza la bondad a las generaciones futuras, ya que los actos de los patriarcas justos (Abraham, Isaac y Jacob) benefician a todos sus descendientes.
10. Dios perdona los pecados intencionales si el pecador se arrepiente.
11. Dios perdona una ira deliberada contra Él si el pecador se arrepiente.
12. Dios perdona los pecados cometidos por error.
13. Dios borra los pecados de los que se arrepienten.

Como a los judíos se les ordena la imitatio Dei, emular a Dios, los rabinos tienen en cuenta estos atributos a la hora de decidir la ley judía y su aplicación contemporánea.

## Papel de la ortopraxia
Los judíos reconocen dos tipos de pecado, las ofensas contra otras personas y las ofensas contra Dios.
Las ofensas a Dios pueden entenderse como la violación de un contrato (el pacto entre Dios y los Hijos de Israel). Esdras, sacerdote y escriba, encabezaba un numeroso grupo de exiliados. A su regreso a Jerusalén para enseñar las leyes de Dios, descubrió que los judíos se habían estado casando con no judíos. Se rasgó las vestiduras desesperado y confesó los pecados de Israel ante Dios, antes de proseguir con la purificación de la comunidad. El Libro de Jeremías (Yirmiyahu [ירמיהו]) puede organizarse en cinco subsecciones. Una parte, Jeremías 2-24, muestra desprecio por los pecados de Israel. El poema en 2:1-3:5 muestra la evidencia de un pacto roto contra Israel.
Desde la destrucción del Templo de Jerusalén, los judíos han creído que las buenas acciones (en contraposición a sólo las buenas creencias) son cómo por los pecados de uno. El Midrash Avot de Rabí Natan afirma lo siguiente:
Una vez, cuando Rabban Yochanan ben Zakkai paseaba por Jerusalén con Rabbi Yehoshua, llegaron al lugar donde el Templo estaba ahora en ruinas. "¡Ay de nosotros", gritó Rabí Yehoshua, "porque esta casa donde se hizo expiación por los pecados de Israel yace ahora en ruinas!". Respondió Rabban Yojanan, "Tenemos otra fuente de expiación igualmente importante, la práctica de gemilut hasadim ("la acción de las bondades"), como se afirma "Yo deseo bondad amorosa y no sacrificio" (Hosea 6:6).En el judaísmo, se cree que todos los seres humanos tienen libre albedrío, con la capacidad de elegir el camino de la vida que quieren tomar. No se enseña que la bondad sea imposible, sólo que a veces es difícil. Si una persona se desvía del camino del bien en algún aspecto, siempre hay un "camino de vuelta" si la persona quiere intentar tomarlo. (Aunque los textos mencionan algunas categorías específicas para las que el camino de vuelta será sumamente difícil, como el calumniador, el chismoso habitual y la persona maliciosa).

## Pecados entre el hombre y sus semejantes
Los pecados entre personas se consideran mucho más graves en el judaísmo que los pecados entre el hombre y Dios. Yom Kippur, el principal día de arrepentimiento en el judaísmo, puede expiar los pecados entre el hombre y Dios, pero no los pecados entre el hombre y su prójimo, es decir, hasta que haya apaciguado a su amigo (Mishná, Yoma,8:9). Eleazar ben Azariah derivó [esto del versículo]: "De todos tus pecados ante Dios serás purificado" (Libro del Levítico,16:30) - para los pecados entre el hombre y Dios Yom Kippur expía, pero para los pecados entre el hombre y su prójimo Yom Kippur no expía hasta que él apacigua a su prójimo.
La Guemará (87a) continúa: "R. Itzjak dijo: Quien agravia a su prójimo incluso con palabras está obligado a aplacarlo... R. Yosi bar Janina dijo: Quien pide perdón a su amigo no debe suplicarle más de tres veces. Y si murió, [el ofensor] trae a diez personas y debe ponerlas de pie junto a su tumba y dice: "He pecado contra el Señor, el Dios de Israel, y contra fulano a quien herí"".

## Muchos pequeños pecados frente a un gran pecado
Dos judíos acudieron a un rabino jasídico para pedirle consejo sobre unos pecados que habían cometido. Uno había cometido un gran pecado por el que estaba seguro de que Dios nunca le perdonaría; el otro estaba menos preocupado, porque nunca había sido culpable de nada tan grave, sino sólo de la colección normal de pecados menores. El rabino les dijo que fueran a un campo y eligieran piedras correspondientes al tamaño y número de sus pecados, y que después volvieran al campo y esparcieran las piedras. Hecho esto, volvieron al Rabí. "Ahora id al campo otra vez", les dijo a ambos, "recoged las piedras que esparcisteis y traédmelas".
El que había cometido el gran pecado supo enseguida cuál era su piedra y se la llevó al rabino. El otro, sin embargo, había esparcido tantas piedrecitas que no podía estar seguro de identificarlas de nuevo. Le costó mucho trabajo encontrar sus piedras y llevárselas al rabino. El rabino les dijo: "Vuestros actos son como vuestras piedras. Tú, que trajiste una piedra grande, cometiste un grave pecado. Pero eras consciente de lo que habías hecho, y con un decidido esfuerzo de arrepentimiento podías ser perdonado por Dios. Pero tú, cuyos pecados fueron muchos y pequeños, como los de la mayoría de los seres humanos, has descubierto lo difícil que es ponerse al día con los pequeños fallos propios. Y ningún arrepentimiento tuyo podrá ser eficaz mientras no te des cuenta de que las cosas pequeñas importan."

## Desinterés frente a egoísmo
Los rabinos reconocen un valor positivo al yetzer hara: Una tradición lo identifica con la observación del último día de la creación de que la obra de Dios era "muy buena" (la obra de Dios en los días anteriores sólo se describió como "buena") y explican que sin el yetzer ha'ra no habría matrimonio, hijos, comercio ni otros frutos del trabajo humano; la implicación es que el yetzer ha'tov y el yetzer ha'ra se entienden mejor no como categorías morales del bien y del mal, sino como orientaciones altruistas frente a egoístas, cualquiera de las cuales utilizada correctamente puede servir a la voluntad de Dios.
O como Hillel el Viejo resumió célebremente la filosofía judía:
"Si yo no soy para mí, ¿quién será para mí?
Y si sólo soy para mí, ¿qué soy?
Y si no es ahora, [entonces] ¿cuándo?".
Otra explicación es que, sin la existencia del yetzer ha'ra, no habría mérito alguno en seguir los mandamientos de Dios; la elección sólo tiene sentido si realmente se ha hecho una elección. Así, mientras que la creación era "buena" antes, se convirtió en "muy buena" cuando se añadió la inclinación al mal, pues entonces se hizo posible decir realmente que el hombre podía hacer una verdadera elección de obedecer las "mitzvot" (mandamientos) de Dios. Esto se debe a que el judaísmo considera que seguir los caminos de Dios es un fin deseable en sí mismo y no un medio para alcanzar un fin.

## Valor del arrepentimiento
El Talmud de Babilonia enseña que "Rabí Yojanan y Rabí Eleazar explican que mientras el Templo estuvo en pie, el altar expiaba por Israel, pero ahora, la mesa de uno expía [cuando los pobres son invitados como huéspedes]". (Tratado de Berajot, 55a.)
El arrepentimiento en sí mismo es también un medio de expiación (Véase Ezequiel 33:11, 33:19, Jeremías 36:3, etc.) La palabra hebrea para arrepentimiento es teshuvah que literalmente significa "volver (a Dios)". El profeta Oseas (14:3) dijo: "Toma contigo palabras y vuelve a Dios".
El judaísmo enseña que nuestra relación personal con Dios nos permite dirigirnos directamente a Él en cualquier momento, como dice Malaquías 3:7: "Volved a Mí y Yo volveré a vosotros", y Ezequiel 18:27: "Cuando el impío se aparte de la maldad que ha cometido y haga lo que es lícito y recto, salvará su alma con vida". Además, Dios es extremadamente compasivo y perdonador como se indica en Daniel 9:18, "No presentamos nuestras súplicas ante Ti por nuestra justicia, sino por Tu abundante misericordia."
La liturgia tradicional de los Días de Pavor (las Altas Fiestas; es decir, Rosh Hashaná y Yom Kipur) afirma que la oración, el arrepentimiento y la tzedaká (acciones caritativas) son formas de arrepentirse del pecado. En el judaísmo, los pecados cometidos contra las personas (y no contra Dios o en el corazón) deben ser corregidos y enmendados en la medida de las posibilidades de la persona; un pecado que no ha sido enmendado lo mejor posible no puede considerarse verdaderamente arrepentido.

### El verdadero arrepentimiento
Para el hombre que dice "pecaré y me arrepentiré, pecaré y me arrepentiré", el Día de la Expiación no trae perdón. Para los pecados contra Dios, el Día de la Expiación trae el perdón; para los pecados contra el prójimo, el Día de la Expiación no trae el perdón hasta que uno se haya reconciliado con el prójimo al que ofendió (Mishná Yoma 8:9).
Según Maimónides, para alcanzar el verdadero arrepentimiento, el pecador debe abandonar su pecado y apartarlo de sus pensamientos y resolver en su corazón no volver a repetirlo, como se dice: "Que el impío abandone su camino y el hombre de iniquidad sus pensamientos" (Isaías 55:7). Asimismo debe arrepentirse del pasado, como se dice: "Ciertamente, después que me convertí, me arrepentí" (Jer. 31:18). También debe dar testimonio a Aquel que conoce todos los secretos de que nunca volverá a pecar.

### La expiación en la época del Templo
La expiación de los pecados se trata en el Tanaj. Los rituales de expiación tenían lugar en el Templo de Jerusalén y eran realizados por los Kohanim, los sacerdotes israelitas. Estos servicios incluían cantos, oraciones, ofrendas y sacrificios de animales conocidos como korbanot. Los ritos del Yom Kippur, el Día de la Expiación, están prescritos en el libro del Levítico, capítulo 16. El ritual del chivo expiatorio, enviado al desierto para ser reclamado por Azazel, era una de estas observancias (Lev. 16:20-22).

### Normas litúrgicas
La liturgia de los Días de Pavor (las Altas Fiestas; es decir, Rosh Hashaná y Yom Kippur) afirma que la oración, el arrepentimiento y la tzedaká (la entrega obligatoria de caridad) expían el pecado. Pero la oración no puede expiar los males cometidos, sin un intento sincero y honesto de rectificar cualquier mal hecho lo mejor que se pueda, y la intención sincera de evitar la repetición. La expiación para los judíos significa arrepentirse y apartarse, y la palabra "T'shuvah" utilizada para la expiación significa en realidad "volver". El judaísmo es optimista en el sentido de que siempre ve la manera de que una persona decidida pueda volver a lo que es bueno, y que Dios también espera ese día.
En la Torá (los cinco libros de Moisés) se prescribían una serie de sacrificios de animales para hacer expiación: una ofrenda por los pecados y una ofrenda por la culpa de las ofensas religiosas. La importancia de los sacrificios de animales no se explica con detalle en la Torá, aunque Génesis 9:4 y Levítico 17 sugieren que la sangre y la vitalidad estaban relacionadas. Los judíos y cristianos conservadores sostienen en la época actual que los judíos nunca creyeron que el objetivo de todos los sacrificios fuera pagar la deuda por los pecados -sólo la ofrenda por el pecado y la ofrenda por la culpa tenían este propósito-; sin embargo, los estudiosos modernos de la historia judía primitiva no suelen estar de acuerdo y sostienen que esta división se produjo más tarde.
Más tarde, los profetas bíblicos afirmaron que el corazón del pueblo era más importante que sus sacrificios:
- "¿Se complace Yahveh en los holocaustos y sacrificios tanto como en obedecer la voz de Yahveh? Obedecer es mejor que los sacrificios, y prestar atención es mejor que la grasa de los carneros" (15:22)
- "Porque misericordia quiero y no sacrificios, y conocimiento de Dios más que holocaustos" (6:6)
- "Los sacrificios de Dios son un espíritu quebrantado; un corazón quebrantado y contrito" (51:19)
- "¿Para qué me sirve la multitud de vuestros sacrificios? dice Yahveh; estoy harto de holocaustos de carneros, y de grasa de bestias cebadas; y no me agrada la sangre de novillos, ni de corderos, ni de machos cabríos." (1:11)
- "holocausto y expiación no has requerido"(40:7)

Aunque los sacrificios de animales fueron prescritos para la expiación, no hay ningún lugar donde la Biblia hebrea diga que el sacrificio de animales es el único medio de expiación. La Biblia hebrea enseña que es posible volver a Dios sólo mediante el arrepentimiento y la oración. Por ejemplo, en los libros de Jonás y Ester, tanto judíos como gentiles se arrepintieron, oraron a Dios y fueron perdonados de sus pecados, sin haber ofrecido sacrificio alguno. Además, en los tiempos modernos, la mayoría de los judíos ni siquiera consideran los sacrificios de animales.
En las Altas Fiestas de Rosh Hashana, Yom Kippur y el periodo de diez días entre estas festividades, el arrepentimiento por los pecados cometidos se basa en oraciones e himnos especializados, mientras que algunos judíos continúan con los antiguos métodos de sacrificio. Un ejemplo de un método común de "sacrificio" en aras del arrepentimiento es simplemente dejar caer pan en una masa de agua (como en la ceremonia de Tashlij), para significar el paso de los pecados y la esperanza de volver a ser inscrito por Dios en el Libro de la Vida. Esto se enfatiza especialmente en la que es posiblemente la festividad judía más sagrada, Yom Kippur.